# 恰翁河

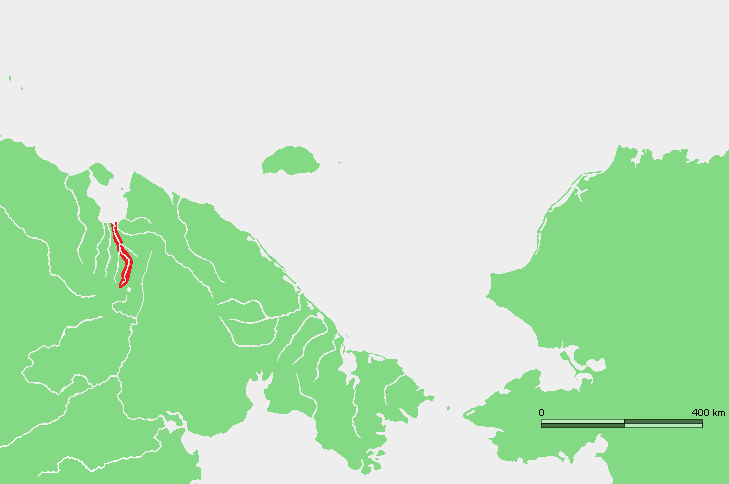

恰翁河是俄羅斯的河流，位於佩韋克以南100公里，由楚科奇自治區負責管轄，河道全長205公里，流域面積23,000平方公里，發源自楚科奇高原，最終注入恰翁灣。

## 外部連結
- River description & location
- Cultural data
- Tourism and environmentPDF（571 KB）

68°44′N 170°36′E / 68.733°N 170.600°E